# Andrea Nardinocchi
Andrea Nardinocchi (Bologna, 6 aprile 1986) è un cantautore italiano.
Divenuto noto a livello nazionale nel 2012 con il brano Un posto per me, ha pubblicato due album di inediti nel 2013 e nel 2015 rispettivamente per la EMI e la Universal, partecipando anche al Festival di Sanremo 2013 nella categoria "Nuove proposte" con il brano Storia impossibile. Ha pubblicato il terzo album d'inediti nel 2020 per l'etichetta discografica indipendente iCompany, con distribuzione nazionale Artist First.

## Biografia
Dopo una formazione presso la Music Academy di Bologna, si accosta allo studio degli strumenti digitali come loop station, vocoder, campionatori per manipolare i suoni, e scopre la tecnica del Beatboxing. Il suo esordio discografico è in collaborazione con il rapper Mecna, con il quale duetta nei brani Bagagli a mano e Valigie per restare, inseriti in due EP, tra il 2010 e il 2011.
Dopo essersi fatto conoscere attraverso la piattaforma YouTube con diversi video di mash-up e brani originali, è stato notato da Dargen D'Amico, che nell'agosto dell 2012 ha prodotto il suo primo singolo discografico Un posto per me pubblicato dalla sua etichetta discografica, Giada Mesi. Il videoclip del singolo d'esordio è stato girato sui navigli a Milano e avente come co-protagonista lo stesso D'Amico.
Verso la fine dello stesso anno l'artista viene scelto da VEVO.com, al suo debutto italiano, per fare la prima live streaming sulla sua piattaforma, durante la quale presenterà diversi brani inediti al pubblico che sarebbero poi entrati a far part del suo primo album; la session è composta quindi da un dj set dove Nardinocchi unisce brani e campionamenti con la propria voce in live.
Nello stesso periodo è stato pubblicato come singolo il brano Insostituibile di Big Fish, che vede la collaborazione vocale di Nardinocchi, inserito nell'album Niente di personale del disc jockey. È stato nel frattempo selezionato per partecipare al Festival di Sanremo 2013 nella sezione "Nuove Proposte", dove si è presentato con il brano Storia impossibile, che tuttavia non ha raggiunto le fasi finali della competizione. La partecipazione al Festival di Sanremo è stata seguita dalla pubblicazione del disco d'esordio, Il momento perfetto, pubblicato dall'etichetta discografica EMI. Giudicato dalla critica come uno dei primi esempi di musica urban in Italia, contiene dodici tracce tra cui alcune collaborazioni con altri artisti della scena hip hop italiana come Marracash (in Tu sei pazzo) e Danti dei Two Fingerz (in Le pareti). Il disco ha raggiunto la posizione numero ventisette della classifica dei dischi più venduti in Italia e, oltre al brano sanremese, è stato promosso anche dal singolo radiofonico Persi insieme, entrato in rotazione dal mese di giugno.
La promozione del primo disco è stata accompagnata da un tour durante il quale ha condiviso il palco con Dargen D'Amico.
Verso la metà del 2014 è tornato in studio di registrazione per lavorare al secondo disco, uscito poi il 16 giugno del 2015 per l’etichetta Universal, intitolato Supereroe e realizzato con la supervisione della cantante Elisa . Il disco è stato anticipato dal singolo L'unica semplice, entrato in rotazione radiofonica il 15 maggio 2015; dopo una iniziale collaborazione con il produttore Roberto Vernetti, il cantautore ha poi proseguito la realizzazione dell'album con la produzione dei Mamakass. Giudicato dalla critica come un album dal respiro funk e elettropop anni ottanta e dallo stesso cantante considerato più brillante, spensierato e ironico del precedente, è caratterizzato da omaggi agli artisti che hanno accompagnato la formazione del cantautore, come Lauryn Hill, Michael Jackson, i Queen e Prince. Ha raggiunto la posizione numero sessanta nella classifica settimanale degli album più venduti in Italia.
Nel 2015 ha partecipato, insieme ad altri cantautori italiani, un album raccolta di cover dei classici Disney intitolato We Love Disney, interpretando un brano tratto dal film di animazione Hercules (Posso farcela).
Dopo alcuni anni di silenzio discografico, che successivamente in un'intervista a Rolling Stone l'artista imputerà a disaccordi con la casa discografica legati al blocco della pubblicazione del suo terzo album d'inediti, pronto già tra il 2016 e 2017, e ad una conseguente fase depressiva, nel 2018 ha pubblicato il singolo Sanremo amore scusa, dedicato indirettamente alla sua esperienza sanremese che ha posteriormente giudicato controproducente perché troppo precoce nella sua carriera.
Dopo l'uscita di altri due singoli, Droga (12 settembre 2019) e Quando ti ho visto (12 dicembre 2019), la pubblicazione del terzo album La stessa emozione è avvenuta il 29 maggio successivo, sotto l'etichetta discografica indipendente iCompany e con la distribuzione nazionale di Artist First.
Il disco, che ha confermato le atmosfere funk, musica elettronica e soul music, è stato prodotto come il precedente dal duo di produttori Mamakass e considerato dalla critica musicale assimilabile alla precedente produzione dell'artista.

### Stile e influenze
Nel corso della sua produzione, l'artista ha dichiarato di essersi ispirato ad artisti come Lauryn Hill, Michael Jackson, i Queen e Prince. È stato definito dalla critica come uno tra i primi artisti italiani a saper padroneggiare con disinvoltura dal vivo loop station, effetti e pedaliere e considerato come uno dei primi esempi di produzione musicale urban in Italia,
È stato inoltre accostato ad artisti come Marco Mengoni, Alessandra Amoroso, Francesca Michielin, Giorgia e Luca Carboni per le sonorità elettropop che li accomuna; in particolare, rockol definisce lo stile del cantautore come un esempio di fusione tra l'elettropop e la soul music, paragonandolo su scala internazionale a James Blake e, a livello nazionale, alle prime produzioni di Tiziano Ferro.

## Discografia

### Album
- 2013 – Il momento perfetto
- 2015 – Supereroe
- 2020 – La stessa emozione

### Singoli
- 2012 - Un posto per me
- 2012 - Insostituibile (Big Fish feat. Andrea Nardinocchi)
- 2013 - Storia impossibile
- 2013 - Persi insieme
- 2015 - L'unica semplice
- 2018 - Sanremo amore scusa
- 2019 - Droga
- 2019 - Quando ti ho visto